# Адлі Мансур
Адлі Мансур (араб. عدلي منصور ; нар. 23 грудня 1945) — тимчасовий виконувач обов'язків президента Єгипту з 3 липня 2013 до 8 червня 2014 року.

## Біографія
Адлі Мансур народився в 1945 році. Закінчив юридичний факультет Каїрського університету в 1967 році, навчався в Національній школі адміністрації у Франції (1977 рік). Довгий час Мансур працював суддею у релігійних, цивільних і кримінальних судах. У 1992 році став членом Конституційного суду Єгипту, був заступником його голови. Брав участь у підготовці до президентських виборів 2012 року, в яких перемогу здобув Мухаммед Мурсі. 1 липня наказом Мурсі призначений головою Конституційного суду. 3 липня після відставки Мурсі був призначений тимчасовим виконуючим обов'язків президента країни. Керував до проведення дострокових виборів, на яких перемогу здобув Абдель Фаттах Ас-Сісі.

## На посту президента
4 липня 2013 склав присягу як тимчасовий президент Єгипту. Завданнями Мансура було виконання складеної військовими «дорожньої карти» щодо виведення Єгипту з політичної кризи, в тому числі складання нової конституції з урахуванням думки опозиції та формування тимчасового уряду.
5 липня розпустив парламент і змінив голову розвідувального управління Єгипту. Він відправив у відставку Мухаммеда Раафата Шехата, призначивши його радником з національної безпеки. Замість Раафата Шехата розвідку очолив Мухаммед Ахмед Фарід.
9 липня 2013 — Адлі Мансур призначив нових прем'єр-міністра та віце-прем'єра.

## Сім'я
Одружений, має трьох дітей — син і дві доньки.